# ND2型内燃机车
ND2型内燃机车，是中华人民共和国铁道部从罗马尼亚引进的内燃机车车型之一，1970年代至1980年代间共进口了284台，其中首50台是罗马尼亚为抵偿中国债务、作为“以物抵债”提供予中国的机车，其余为中国向罗马尼亚购进。ND2型机车由罗马尼亚克拉约瓦电力机车设备公司制造，原型为著名的060 DA型柴油机车。

## 发展历史

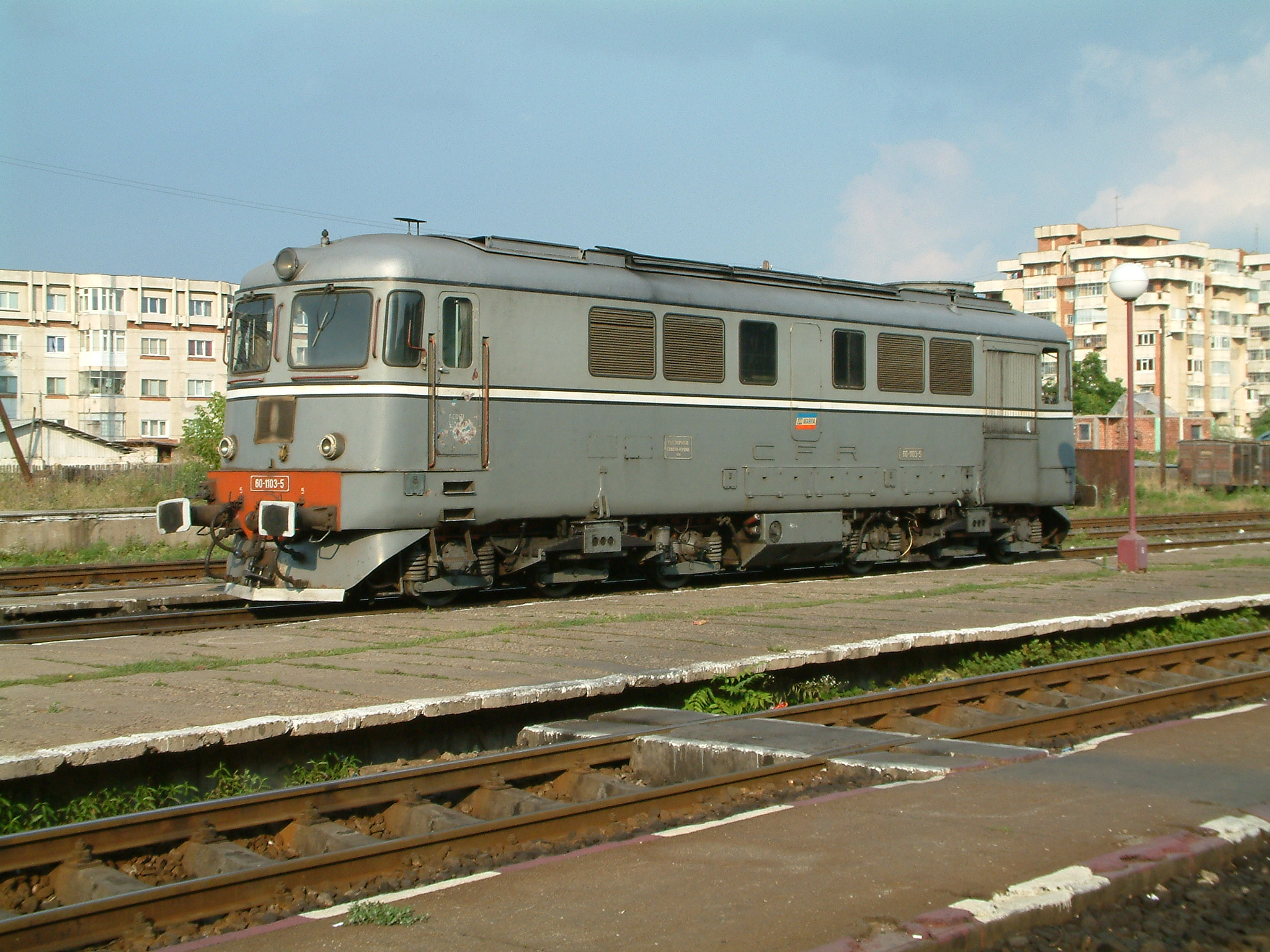
ND2型内燃机车的原型车——060 DA型柴油机车

### 背景
从1960年代起，随着中苏关系恶化，中国与东欧大多数社会主义国家的关系也日渐疏远，但罗马尼亚这个被西方称为“苏联异己同盟国”的东欧国家，尤其是在尼古拉·齐奥塞斯库当政期间，却与中国保持了长期友好的关系。
在1970年代，中国对外援助的程度和规模也达到了历史高峰。1970年夏季，罗马尼亚遭受严重水灾，中国向罗马尼亚提供了5000万元人民币的无偿物资援助，约占罗马尼亚当时接受援助总额的三分之一；同年8月和11月，中罗两国政府先后签订了中国给予罗马尼亚无偿援助和长期无息贷款的协定、提供自由外汇的长期无息贷款协定和提供成套设备的长期无息贷款协定；其中在贷款项目下，由中国向罗马尼亚提供各种所需的成套技术项目和设备，而罗马尼亚亦以成套设备、单项设备等予以偿还，之间通过中、罗两国换货贸易进行，并以瑞士法郎作价格结算。

### 引进

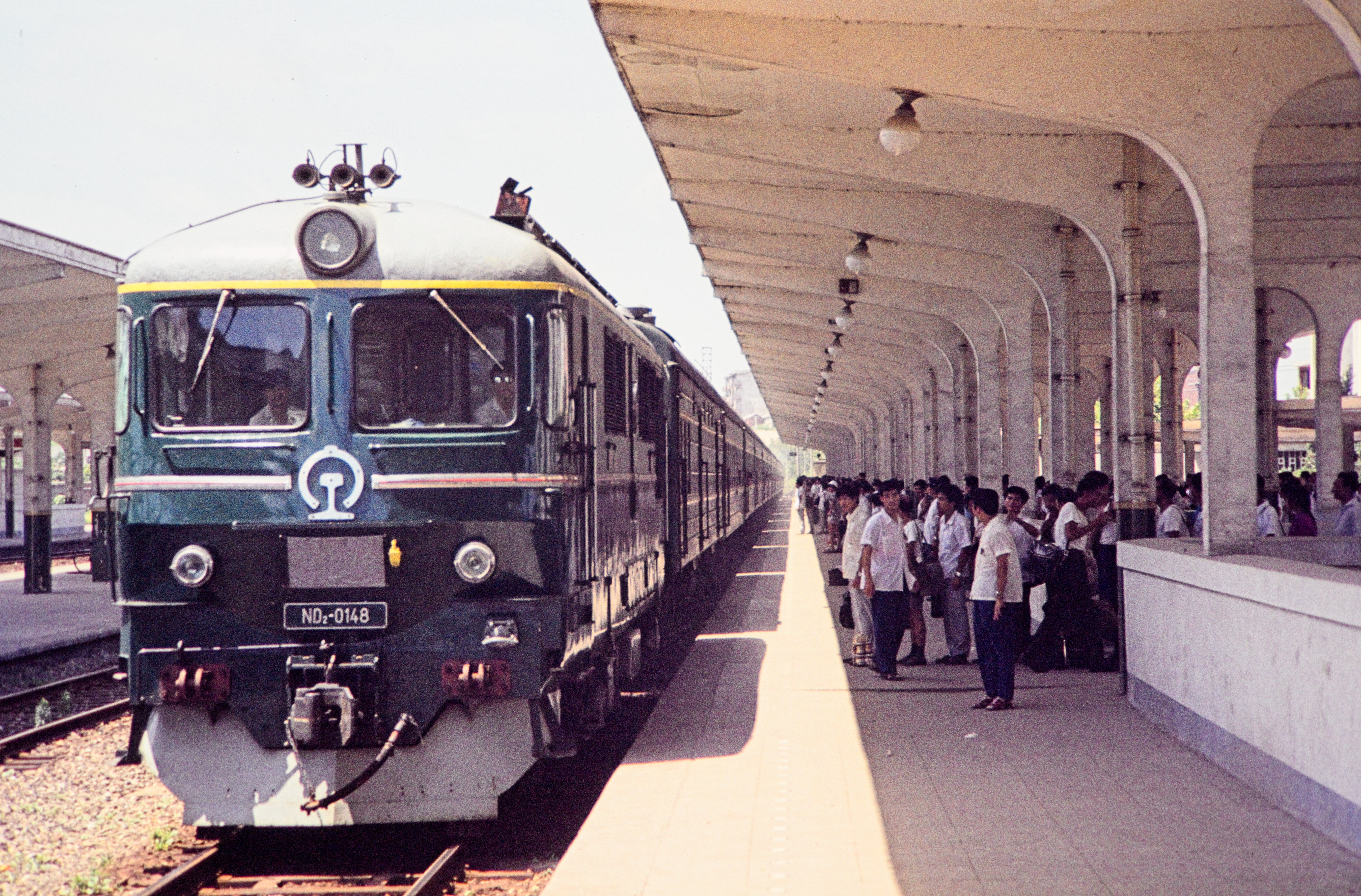
ND2型0148号机车牵引列车进镇江站（1982年）

罗马利亚为偿还贷款，于1972年开始向中国出口060 DA型柴油机车。060 DA型机车是罗马尼亚最著名的柴油机车车型，是由罗马尼亚克拉约瓦电力机车设备公司从瑞士引进机车全套技术专利和生产许可授权后，1960年起开始大量生产的电力传动柴油机车。出口至中国的机车被定型为ND2型，其中“N”代表内燃机车、“D”代表电力传动、“2”代表第二种进口内燃机车型号。这批机车是在060 DA型机车基础上，根据中国铁路的使用要求进行改进的客运用机车。主要改变包括将060 DA型机车原来的单侧司机室车门改为双侧车门、将司机操纵台从右侧移至左侧，以符合中国铁路机车使用规范，此外也改进了机车头型设计，司机室正面由平面改为上部带微倾斜角、下部向内侧倾斜的钝头形状。
首批ND2型机车于1972年运抵中国，首先配属广州铁路局长沙机务段和上海铁路局上海机务段，投入京沪铁路、京广铁路、浙赣铁路牵引旅客列车；同年，铁道部铁道科学研究院与上海铁路局合作，对进口的ND2型机车进行了验收试验，试验机车为060-dc-0001、060-dc-0002号机车，在北京环形铁道按柴油机标定功率（2300马力）进行试验。由于ND2型机车在运用中性能表现良好，且中国当时柴油机车产能不足，铁道部又额外向罗马尼亚订购了更多ND2型机车。1972年至1987年间，罗马尼亚克拉约瓦公司累计为中国生产了284台ND2型柴油机车，其中首50台是作为“以物抵债”提供予中国的机车，其余为中国向罗马尼亚购进。主要配属机务段有广州铁路局长沙机务段（广局长段，后改广铁长段），广州铁路局广州机务段（广局广段），广州铁路集团公司海口机务段（广铁海段），上海铁路局上海机务段（上局沪段），上海铁路局南京机务段（上局宁段），上海铁路局南昌机务段（上局昌段），上海铁路局合肥机务段（上局合段），上海铁路局金华机务段（上局金段），上海铁路局上海机务段（上局沪段），南昌铁路局南昌机务段（南局南段）
1980年代起，由于中国铁路旅客列车编组开始扩大，且更大功率的客运机车数量增加，ND2型机车已经不能满足客运需要；因此从1985年起，出口至中国的ND2型机车开始改为调车机车，在原ND2型基础上由棚式车体改为外走廊罩式车体，并修改了转向架设计和传动齿轮比，机车最高速度100公里/小时，在中国定型为ND3型，共计88台。
在引进ND2型机车的过程中，曾经发生了一起国际货物运输争议案例。1986年4月23日、24日，天津远洋运输公司（今中远集团中远散货运输有限公司）的“大田”号货轮第65航次，负责承运中国机械进出口总公司从罗马尼亚订购的15辆ND2型柴油机车，从罗马尼亚康斯坦察港出发至上海港。其中5台机车装在第三货舱，另外10台机车装在第二货舱的底层舱，而第二货舱的二层舱装载了薄钢板和袋装尿素。航行途中，由于尿素分布情况不合理，引起第二货舱部分二层甲板塌陷的事故，尿素融化后产生大量氨气，造成货舱底层的10台机车受到不同程度的腐蚀，10台机车均需修复后方可使用，修理费超过129万元人民币。这次事故导致货物保险人（中国人民保险公司上海市分公司）和承运人（中国远洋运输公司）就损害赔偿限额的计算单位问题发生争议并上诉至法院。

### 回购
2004年，罗马尼亚国内规模最大的民营铁路公司——罗马尼亚铁路集团（Grupul Feroviar Roman），从上海铁路局回购了20台ND2型机车，包括了来自上海机务段、杭州机务段、南京机务段的机车，同年于上海港装船付运罗马尼亚。这批机车返回罗马尼亚后，由位于康斯坦察的罗马尼亚EUROEST公司进行翻新，并加装了微机控制以及诊断设备，重新投入服务。这批机车按罗马尼亚铁路规范更名为60型，编号为60-1501-0～60-1520-0；这些经过翻新改造后的60型机车仍然保留了中国铁路ND2型机车的特点，包括双侧司机室车门和钝头形状司机室，因此很容易从众多60型机车中辨认出来。

## 技术特性
ND2型柴油机车是直流电传动六轴干线客运用内燃机车。机车车体为非承载式结构，车体主要部件为型钢板焊接结构；车体两端各有一司机室，中央为动力室，两端司机室由车体内的两侧走廊连通。机车轴式Co-Co，机车构造速度为120公里/小时。机车两端设有重联插座，容许多节机车重联运行。
机车装用一台苏尔寿公司的12气缸、并列式、四冲程12LDA28B型柴油机，缸径280毫米、行程320毫米，并带有涡轮增压器，标定功率2300马力（1690千瓦），装车功率2100马力（1540千瓦）。机车采用直—直流电传动方式，由柴油机经传动齿轮直接带动一台直流牵引发电机，向转向架上的六台直流牵引电动机供电，并通过传动齿轮驱动车轮。
机车走行部为两台三轴转向架，与060 DA型机车基本相同，是在Ae 6/6型电力机车转向架结构基础上简化而成。转向架构架采用型钢焊接结构，轴箱采用导框式定位，一系悬挂为轴箱螺旋弹簧、二系悬挂为钢板弹簧，每个转向设有四个旁承，牵引力通过焊接在车体构架横梁上的牵引销座传递。两个转向架之间沿用了Ae 6/6型机车的弹性交叉联接装置，减小了转向架通过曲线的冲角，有利于机车通过曲线的性能。每台转向架装用三台牵引电动机，采用抱轴式悬挂，通过单边弹性斜齿轮传动。
机车采用克诺尔型空气制动机，采用双侧闸瓦。在机车速度为100公里/小时时制动距离为700米，120公里/小时时制动距离为950米。制动系统并设有双机重联装置，两台机车能同时缓解或制动。

### 技术问题
ND2型机车原型车为060 DA型机车，原设计为应用于欧洲的柴油机车，设计正常操作的环境温度范围为+35℃～-20℃。因此在1972年引进ND2型机车之后进行的验收试验中，就发现其冷却能力不足之处。后根据中方要求，罗方将原有散热器冷却单节由每侧7节增加到每侧8节（两侧共16节），但效果仍然十分有限。ND2型机车主要在中国南方运用，在炎热的夏季期间全负荷运行时会有散热困难的问题。

### 技术改造
随着中国开始实行改革开放，铁路运输日趋繁忙，中国铁路旅客列车于1980年代开始扩大编组以应付急剧增长铁路客运量，运行在京沪、京广等铁路干线的部分旅客列车相继将编组扩大到18至20辆。但相对于新型的东风4B型客运柴油机车，ND2型机车显得功率不足，且在高速运行时机车功率下降较大。为满足扩编旅客列车的需要，上海铁路局受铁道部机务局的委托，于1985年分别与铁道部科学研究院机车车辆研究所和大连内燃机车研究所开始了对ND2型机车的综合技术改造，主要对机车的冷却系统、柴油机、增压器、牵引电动机、磁场削弱电路等有关零部件进行了改进，在保证运用可靠的前提下，将柴油机装车功率由原来的2100马力提高到2300马力、扩大恒功率速度范围、提高牵引能力、降低柴油机油耗。铁道部于1987年对铁科院机辆所和大连所的两台改进型机车进行了验收试验，试验结果表明改造后的ND2型机车技术性能指标都达到了合同规定要求，机务部门可视情况选用其中一种改造方案。

## 重大事故
- 1983年11月6日，上海铁路局南京机务段的ND2型内燃机车，牵引哈尔滨铁路局担当的三棵树站到上海站的155次旅客列车运行至南京站以东下行总出发信号机处，因雾天能见度低，看不见信号，司机停车辨认信号，此时，773次货物列车运行至下行第5进路信号机，司机在未看清信号的情况下，盲目越过该信号机，当继续运行至第6进路信号机时，看到该信号显示红灯，该机班却误认为是机车压上轨道电路后变更的红灯，便闯过红灯继续运行，与刚刚启动的155次旅客列车发生追尾冲突，造成773次货物列车的货运员1人死亡，155次旅客列车的旅客重伤1人、轻伤30人，中断运行5小时57分，下行正线中断84时19分。[16]
- 1987年4月18日清晨4时16分，上海铁路局上海机务段的一台ND2型机车，开4952次单机由新龙华站（今上海南站原址）开往上海东站（今上海站原址），途经沪杭铁路内环线曹杨路道口（今上海轨道交通3号线曹杨路站附近）时，因道口值班员打瞌睡而未将栏杆放下，造成机车与一辆上海市公交公司63路公共汽车相撞，公交车上3人死亡、9人重伤、32人轻伤，当日时任上海市委书记芮杏文、市长江泽民并到医院看望伤者[17]。
- 1988年3月24日下午，上海铁路局杭州机务段的ND2型0190号机车，牵引由南京开往杭州的311次旅客列车。按原定行车计划，该列车本应在沪杭铁路匡巷站停车，会让从长沙开往上海的208次旅客列车（由ND2型0272号机车牵引）。但由于311次列车的两名司机严重违章失职，将接听车站紧急呼叫的无线列调电话关闭，又没有认真瞭望，导致列车冒进信号，挤坏道岔并冲入上行线，司机在列车冒进区间后才采取紧急制动，但停车不及，于下午2时19分与正要进站的208次旅客列车发生正面相撞。事故共造成旅客及乘务员死亡29人，重伤20人，轻伤79人，其中日本旅客死亡28人；2台ND2型机车报废[18]。
- 1992年3月21日凌晨，上海铁路局南昌机务段的ND2型0232号机车，牵引由南京西开往广州的211次旅客列车经由浙赣铁路运行，计划在株洲市郊的五里墩站交会由向塘机务段东风4B型3346号机车牵引的1310次货物列车。五里墩站值班员原本安1310次进1道停车，211次列车机外等信号，待1310次停妥后再经2道通过。但由于211次列车机车乘务员擅自关闭机车自动停车装置，中断了望、臆测行车，导致列车在五里墩车站冒进、冒出信号，于凌晨3时05分与正在进站的1310次货物列车发生正面冲突。事故造成旅客死亡15人，伤25人，机车报废2台，客货车报废9辆，中断行车35小时[19]。
- 1996年11月22日下午，广州铁路集团长沙铁路总公司衡阳机务段的ND2型0019号机车，由衡阳站开4038次单机返回衡阳北站，由于机车乘务员玩忽职守、中断了望、臆测行车，导致机车冒进显示红灯的信号机，于下午2时18分在京广线耒河站机外K1748+500处与前方的乌962次货物列车追尾相撞。造成乌952次列车机后34、35位车辆脱轨，事故导致乌952次列车机后34位棚车（P62 640641）小破、35位守车（S12 16496）中破、ND2型0019号机车小破，乌952次运转车长与4038次司机、副司机受轻伤；中断京广铁路上行正线行车1时47分，构成行车险性事故。[20]。
- 1997年4月29日上午，广州铁路集团长沙机务段的ND2型0222号机车，牵引由长沙开往茶岭的818次旅客列车，于10时35分到达京广铁路荣家湾站停车，计划待避由长沙机务段东风4B型2520号机车牵引、由昆明开往郑州的324次旅客列车。但由于长沙电务段荣家湾信号工区信号工人违章使用二极管封连线装置，导致铁路信号错误显示，令324次列车凭荣家湾车站进站信号机绿色灯光进站，司机发现列车进路不对后立即采取紧急制动，但停车不及，与停在站内的818次旅客列车尾部相撞，是为1997年京广铁路荣家湾站列车相撞事故。事故共造成死亡126人，重伤48人，轻伤182人；东风4B型2520号机车报废，而ND2型0222号机车未有损害[21]。
- 1998年1月24日下午4时35分，南昌铁路局南昌机务段的ND2型0064号机车，牵引5023次货物列车（编组6辆，总重386吨，换长7.8）由南昌北站出发，由于两名司机严重违章作业，关闭了机车运行监控记录装置，于下午4时40分在京九线K1748+500处与在南昌西站下行进站信号机外等信号的531次旅客列车追尾相撞，导致531次列车尾部车辆脱轨，造成3名旅客轻伤，构成旅客列车冲突险性事故。
- 1998年4月3日凌晨，广州铁路集团郴州机务段的ND2型0102号机车，由司机、副司机及三名学员值乘，担当郴州站北场北调作业。凌晨3时55分，机车进5道挂04141次车列准备上驼峰解编，挂好车列后，机车上副司机、学员及调车组人员均在前后驾驶室内打瞌睡，而司机在未确认5道调车信号是否开放的情况下，盲目动车牵出，此时，8道的2786次货物列车于凌晨3时57分开车，凌晨4时整，2786次在还未完全出站的情况下，机后第39位车在207、213号交分道岔处被5道盲目牵出的调车作业机车撞上，导致调车机车及机后1位车辆颠覆、2位车辆脱轨，2786次机后第41、44、45位车辆脱轨，42、43位车辆颠覆并侵入上行线，造成机车小破1台，车辆报废1辆、大破1辆、小破7辆，损坏线路150米，道岔2组，牵引供电导线损坏350米，中断京广铁路上行正线行车11小时50分，至下午3时50分起复线路。构成行车重大事故。

## 车辆保存

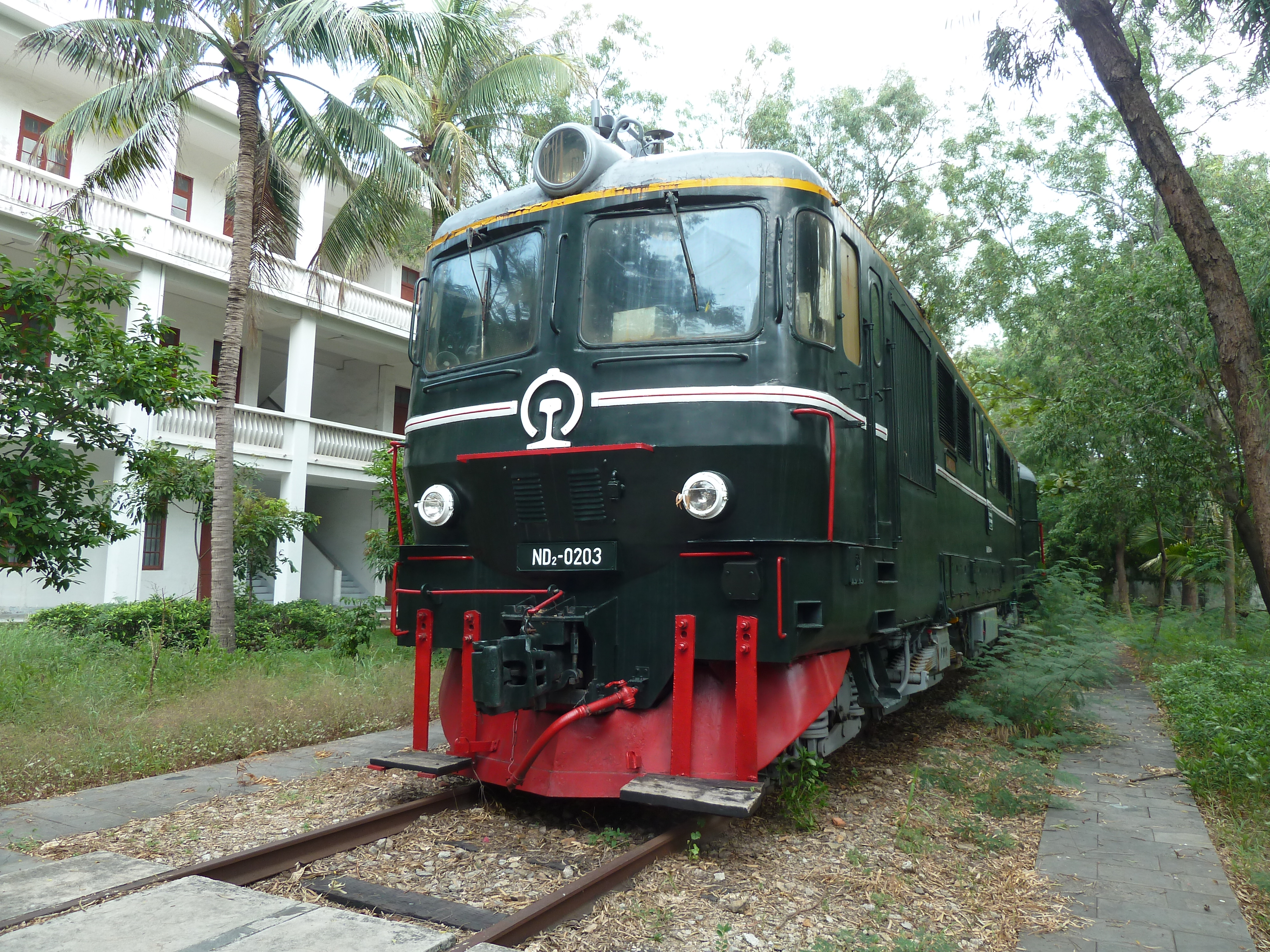
海南铁路博物馆内的ND2型203号机车

1984年生产、曾经配属广州铁路集团长沙机务段、海南铁路总公司海南机务段的ND2型0203号机车，于2007年退役后被保存于位于海南省东方市八所镇的海南铁路博物馆。

## 参看
- 060 DA型柴油机车
- ND3型柴油机车
- 6G1型电力机车